# Костадин Мастагарков
Костадин Христов Мастагарков е български революционер, деец на Вътрешната македоно-одринска революционна организация.

## Биография
Мастагарков е роден в 1867 година в ениджевардарското село Бозец, тогава в Османската империя, днес в Гърция. Влиза във ВМОРО и става нелегален като в 1903 и в 1904 година е четник на Апостол Петков. Участва в Илинденско-Преображенското въстание през лятото на 1903 година, като участва в нападенията на град Гумендже и на село Крива. След въстанието лежи една година в солунския затвор.
По-късно емигрира в Свободна България. На 10 март 1943 година, като жител на Пловдив, подава молба за българска народна пенсия, която е одобрена и пенсията е отпусната от Министерския съвет на Царство България.